# Italia en la Copa Mundial de Fútbol de 1978
La selección de Italia fue uno de los 16 equipos participantes en la Copa Mundial de Fútbol de 1978. torneo que se llevó a cabo del 1 al 25 de junio en Argentina.
Fue la novena participación de Italia, que formó parte del Grupo 1, junto a Argentina, Francia y Hungría.

## Clasificación

### Tabla de posiciones
| Equipo     | Pts | PJ | PG | PE | PP | GF | GC | Dif |
| ---------- | --- | -- | -- | -- | -- | -- | -- | --- |
| Italia     | 10  | 6  | 5  | 0  | 1  | 18 | 4  | 14  |
| Inglaterra | 10  | 6  | 5  | 0  | 1  | 15 | 4  | 11  |
| Finlandia  | 4   | 6  | 2  | 0  | 4  | 11 | 16 | -5  |
| Luxemburgo | 0   | 6  | 0  | 0  | 6  | 2  | 22 | -20 |

### Partidos
| Fecha                   | Lugar      | Partido    | Partido | Partido | Partido | Partido    |
| ----------------------- | ---------- | ---------- | ------- | ------- | ------- | ---------- |
| 16 de octubre de 1976   | Luxemburgo | Luxemburgo |         | 1:4     |         | Italia     |
| 17 de noviembre de 1976 | Roma       | Italia     |         | 2:0     |         | Inglaterra |
| 8 de junio de 1977      | Helsinki   | Finlandia  |         | 0:3     |         | Italia     |
| 15 de octubre de 1977   | Turín      | Italia     |         | 6:1     |         | Finlandia  |
| 16 de noviembre de 1977 | Londres    | Inglaterra |         | 2:0     |         | Italia     |
| 3 de diciembre de 1977  | Roma       | Italia     |         | 3:0     |         | Luxemburgo |

## Jugadores
| #  | Nombre               | Posición      | Edad | Club                  |
| -- | -------------------- | ------------- | ---- | --------------------- |
| 1  | Dino Zoff            | Portero       | 36   | Juventus              |
| 2  | Mauro Bellugi        | Defensor      | 28   | Bologna               |
| 3  | Antonio Cabrini      | Defensor      | 20   | Juventus              |
| 4  | Antonello Cuccureddu | Defensor      | 28   | Juventus              |
| 5  | Claudio Gentile      | Defensor      | 24   | Juventus              |
| 6  | Aldo Maldera         | Defensor      | 24   | AC Milan              |
| 7  | Lionello Manfredonia | Defensor      | 21   | Lazio                 |
| 8  | Gaetano Scirea       | Defensor      | 25   | Juventus              |
| 9  | Giancarlo Antognoni  | Mediocampista | 24   | Fiorentina            |
| 10 | Romeo Benetti        | Mediocampista | 32   | Juventus              |
| 11 | Eraldo Pecci         | Mediocampista | 23   | Torino                |
| 12 | Paolo Conti          | Portero       | 28   | AS Roma               |
| 13 | Patrizio Sala        | Mediocampista | 23   | Torino                |
| 14 | Marco Tardelli       | Mediocampista | 23   | Juventus              |
| 15 | Renato Zaccarelli    | Mediocampista | 27   | Torino                |
| 16 | Franco Causio        | Mediocampista | 29   | Juventus              |
| 17 | Claudio Sala         | Mediocampista | 30   | Torino                |
| 18 | Roberto Bettega      | Delantero     | 27   | Juventus              |
| 19 | Francesco Graziani   | Delantero     | 25   | Torino                |
| 20 | Paolino Pulici       | Delantero     | 28   | Torino                |
| 21 | Paolo Rossi          | Delantero     | 21   | Vicenza               |
| 22 | Ivano Bordon         | Portero       | 27   | Internazionale Milano |
| DT | Enzo Bearzot         |               |      |                       |

## Participación

### Primera ronda

#### Grupo 1
| Equipo    | Pts | PJ | PG | PE | PP | GF | GC |
| --------- | --- | -- | -- | -- | -- | -- | -- |
| Italia    | 6   | 3  | 3  | 0  | 0  | 6  | 2  |
| Argentina | 4   | 3  | 2  | 0  | 1  | 4  | 3  |
| Francia   | 2   | 3  | 1  | 0  | 2  | 5  | 5  |
| Hungría   | 0   | 3  | 0  | 0  | 3  | 3  | 8  |

| 2 de junio de 1978 | Italia                     | 2:1 (1:1) | Francia    | Est. José María Minella, Mar del Plata                               |                                                                      |
|                    | Rossi 29' · Zaccarelli 54' | Reporte   | Lacombe 1' | Asistencia: 38.100 espectadores Árbitro(s): Nicolae Rainea (Rumania) | Asistencia: 38.100 espectadores Árbitro(s): Nicolae Rainea (Rumania) |

| 6 de junio de 1978 | Italia                                | 3:1 (2:0) | Hungría         | Est. José María Minella, Mar del Plata                              |                                                                     |
|                    | Rossi 34' · Bettega 36' · Benetti 60' | Reporte   | Tóth 81' (pen.) | Asistencia: 26.533 espectadores Árbitro(s): Ramón Barreto (Uruguay) | Asistencia: 26.533 espectadores Árbitro(s): Ramón Barreto (Uruguay) |

| 10 de junio de 1978 | Italia      | 1:0 (0:0) | Argentina | Est. Monumental, Buenos Aires                                      |                                                                    |
|                     | Bettega 67' | Reporte   |           | Asistencia: 71.712 espectadores Árbitro(s): Abraham Klein (Israel) | Asistencia: 71.712 espectadores Árbitro(s): Abraham Klein (Israel) |

### Segunda ronda

#### Grupo A
| Equipo           | Pts | PJ | PG | PE | PP | GF | GC |
| ---------------- | --- | -- | -- | -- | -- | -- | -- |
| Países Bajos     | 5   | 3  | 2  | 1  | 0  | 9  | 4  |
| Italia           | 3   | 3  | 1  | 1  | 1  | 2  | 2  |
| Alemania Federal | 2   | 3  | 0  | 2  | 1  | 4  | 5  |
| Austria          | 2   | 3  | 1  | 0  | 2  | 4  | 8  |

| 14 de junio de 1978 | Alemania Federal | 0:0     | Italia | Est. Monumental, Buenos Aires                                             |                                                                           |
|                     |                  | Reporte |        | Asistencia: 67.547 espectadores Árbitro(s): Dusan Maksimovic (Yugoslavia) | Asistencia: 67.547 espectadores Árbitro(s): Dusan Maksimovic (Yugoslavia) |

| 18 de junio de 1978 | Italia    | 1:0 (1:0) | Austria | Est. Monumental, Buenos Aires                                      |                                                                    |
|                     | Rossi 14' | Reporte   |         | Asistencia: 66.695 espectadores Árbitro(s): Francis Rion (Bélgica) | Asistencia: 66.695 espectadores Árbitro(s): Francis Rion (Bélgica) |

| 21 de junio de 1978 | Países Bajos           | 2:1 (0:1) | Italia             | Est. Monumental, Buenos Aires                                              |                                                                            |
|                     | Brandts 50' · Haan 75' | Reporte   | Brandts 18' (a.g.) | Asistencia: 67.433 espectadores Árbitro(s): Ángel Franco Martínez (España) | Asistencia: 67.433 espectadores Árbitro(s): Ángel Franco Martínez (España) |

### Tercer lugar
| 1  | PO | Leao             |     |
| 3  | DF | Oscar            |     |
| 4  | DF | Amaral           |     |
| 13 | DF | Nelinho          |     |
| 16 | DF | Rodrigues Neto   |     |
| 5  | MC | Toninho Cerezo   | 64' |
| 11 | MC | Dirceu           |     |
| 17 | MC | Batista          |     |
| 18 | DE | Gil              | 45' |
| 19 | DE | Jorge Mendonça   |     |
| 20 | DE | Roberto Dinamite |     |
| DT | DT | Claudio Coutinho |     |

| 1  | PO | Dino Zoff            |     |
| 3  | DF | Antonio Cabrini      |     |
| 4  | DF | Antonello Cuccureddu |     |
| 5  | DF | Claudio Gentile      |     |
| 6  | DF | Aldo Maldera         |     |
| 8  | DF | Gaetano Scirea       |     |
| 9  | MC | Giancarlo Antognoni  | 78' |
| 13 | MC | Patrizio Sala        |     |
| 16 | MC | Franco Causio        |     |
| 18 | DE | Roberto Bettega      |     |
| 21 | DE | Paolo Rossi          |     |
| DT | DT | Enzo Bearzot         |     |

| 9  | DE | Reinaldo | 45' |
| 10 | MC | Rivelino | 64' |

| 17 | MC | Claudio Sala | 78' |

|  | 64' | Nelinho |
|  | 72' | Dirceu  |

|  | 38' | Franco Causio |

|  | 37' | Nelinho |
|  | 44' | Batista |

|  | 72' | Claudio Gentile |

| Árbitro             | Abraham Klein              |
| Árbitros asistentes | Alfonso González Archundia |
| Árbitros asistentes | Károly Palotai Reporte     |